# 대복성
《대복성》(영어: Dragon Attack)/(중국어: 迷你特攻隊: Fantasy Mission Force)은 홍콩에서 제작된 주연평 감독의 1984년 액션, 코미디 영화이다. 성룡와 임청하가 주연으로 출연하였고 감문웅 등이 제작에 참여하였다.

## 출연
- 성룡 - 대우
- 임청하 - 미리

## 기타
- 제편: 심효인
- 출품인: 왕우
- 출품인: 왕영풍

## 한국판 성우진(SBS: '미니 특공대'로 방영)

### (2001년 2월 4일)
- 홍시호 - 대우(성룡)
- 윤소라 - 미리(임청하)
- 황원 - 노송(왕월) / 지휘관(장충)
- 이호인 - 지휘관(이곤) / 미리의 동료(건덕문)
- 장승길 - 석주의 상관(방정) / 레슬러(스부웅)
- 김민석 - 상곤(왕우) / 부족의 왕(정소추)
- 이재용 - 당비(도대위) / 일본군(단양)
- 오인성 - 석주(허불료) / 레슬러(임해문)
- 우정신 - 에밀리(장령)
- 이진홍 - 다람쥐(고릉풍)
- 박소라 - 부족의 여왕(옥마리)